# Kammerorchester Hannover
Das Kammerorchester Hannover, teils auch Hanowerska Orkiestra Kameralna und Hanover Chamber Orchestra genannt, gilt als eines der traditionsreichsten Kammerorchester in Deutschland. Das Ensemble aus zumeist jungen Musikern setzt sich aus einem guten Dutzend Streichern und einer kleinen Besetzung aus Bläsern zusammen, zumeist Studenten und Absolventen der Hochschule für Musik, Theater und Medien Hannover (HMTMH), von denen etliche auch solistisch auftreten und bereits Preisträger verschiedener Wettbewerbe sind.

## Geschichte
Das 1964 von Georg Littmann gegründete Kammerorchester wurde noch 1975 unter dem Titel „Musik in Herrenhausen“ im Beethoven-Saal des Congress Centrums Hannover von Hans Herbert Jöris dirigiert.
Im Jahr 1990 übernahm Adam Kostecki die künstlerische Leitung und den Neuaufbau des Ensembles und formte es, wie ein Kritiker formulierte, innerhalb von zwei Jahren zu einem „Kammerorchester mit internationaler Klasse“.
Zur Weltausstellung Expo 2000 trat das Kammerorchester Hannover mit der Aufführung „Barock und Bel canto“ in der Veranstaltungsreihe Kulturkaleidoskop Hannover auf dem Rittergut Stemmen auf.
Das Orchester tritt regelmäßig auf Festivals wie etwa den Niedersächsischen Musiktagen, dem São Paulo Music Festival, dem Londrina Music Festival, dem Kammermusikpodium in Braunschweig, den Flanieres Musicals Reims, den Mosel Festwochen oder den Oldenburger Promenaden auf.

## Tonträger (Auswahl)
- Gemeinsam mit dem Göttinger Symphonie Orchester und der Filharmonia Poznańska: Flötenkonzerte in romantischer Zeit. 2 Compact Discs plus Beihefte. Leuenhagen und Paris,  Hannover; TIM The International Music Company, Hamburg [2001], ISBN 3-923976-29-1